# 穆拉夫尼亞
50°29′21″N 27°56′39″E / 50.48917°N 27.94417°E
穆拉夫尼亞（烏克蘭語：Муравня）是烏克蘭北部的村莊，隸屬日托米爾州的日托米爾區。該村始建於1937年，面積0.59平方公里，海拔高度220米，2001年人口76，人口密度每平方公里129.47人。